# Bull (rinoceronte)
Bull era um rinoceronte branco do sul macho e uma famosa história de sucesso de conservação para sua espécie. Acreditava-se que os rinocerontes brancos do sul estavam extintos no final do século XIX, até que um pequeno rebanho foi descoberto. Desde então, rinocerontes como Bull têm feito parte de vários programas internacionais de reprodução. Como resultado, a sua população está agora perto dos 20 mil, classificando-os como Quase Ameaçados e tornando-os a única espécie de rinoceronte que não está em perigo.
Bull nasceu na África do Sul e foi transferido para a América do Norte, onde viveu no Parque de Animais Selvagens de San Diego e no Zoológico de Toronto até sua morte em 2008. Ele agora pode ser visto na Galeria Schad de Biodiversidade no Museu Real de Ontário (MRO) em Toronto como parte da coleção de Objetos Icônicos do museu.

## Vida selvagem e captura
Bull nasceu selvagem na África do Sul e, por esse motivo, sua idade só pode ser estimada. No entanto, após passar por uma série de exames, os especialistas conseguiram estimar sua idade em cerca de 9 a 10 anos na época de sua captura, então seu ano de nascimento foi registrado como 1963. Embora os rinocerontes brancos sejam protegidos na África do Sul, Bull e muitos outros foram levados em cativeiro no âmbito de um programa de reprodução, a fim de garantir a sobrevivência da espécie caso um desastre inesperado atingisse a população principal.
Na época da captura do rinoceronte, ele foi chamado de “Mtondo”, que significa “órgãos reprodutores masculinos” em zulu.

## Parque de Animais Selvagens de San Diego
Pouco depois de sua captura, Mtondo foi transferido para diferentes locais na América do Norte, onde foi estudado como parte de um esforço de conservação. Seu primeiro lar na América do Norte foi o zoológico Parque de Animais Selvagens de San Diego (San Diego Wild Animal Park). Ele permaneceu neste local até 1974, quando foi transferido para o Zoológico de Toronto, em Ontário, Canadá.

## Zoológico de Toronto
Após seu tempo no Parque de Animais Selvagens de San Diego, o rinoceronte passou o resto de sua vida no Zoológico de Toronto, com Ron Gilmore atuando como seu tratador.
Ao chegar ao Zoológico de Toronto, o nome de Mtondo foi oficialmente mudado para “Bull”. Embora não confirmado, acredita-se que isso se deveu à natureza sexual do nome anterior, que foi considerado impróprio.
Ao longo de sua vida, Bull foi considerado gentil com os humanos e se aproximava da frente de seu recinto, permitindo que os visitantes do zoológico o acariciassem. Ele se tornou especialmente próximo de seu guardião, Gilmore, e respondia ao som de sua voz. Em duas ocasiões distintas, falhas foram descobertas no recinto de Bull, mas em vez de fugir, o rinoceronte pôde ser calmamente chamado por seu tratador. No entanto, perto de outros rinocerontes, Bull costumava ser agressivo. Ele era conhecido por bater em outros rinocerontes com seus chifres se provocado.

### Rotina diária
O touro era alimentado com três refeições por dia, comendo de 5 a 10 libras de feno no café da manhã e almoço e 30 libras de feno no jantar junto com 15-20 libras de grãos comprimidos, vegetais e vitaminas. Ele ocasionalmente comia guloseimas como maçãs, peras e aveia doce com farelo e melaço.
Viver em um clima canadense mais frio significava que as atividades diárias de Bull variavam de acordo com as estações. Durante os meses quentes de verão, ele tomava banho depois do café da manhã, algo de que gostava muito, e então seguia para a área de exposição de seu recinto, sozinho ou na companhia de várias rinocerontes fêmeas. Em climas mais frios, se Bull saísse, ele não tomaria banho, pois isso diminuiria sua temperatura corporal significativamente. Quando as temperaturas começaram a cair abaixo de zero, Bull teve que permanecer dentro de casa. Embora lhe dessem bolas de plástico para brincar, ele costumava dormir mais durante o inverno.

### Filhos
Durante seu tempo no Zoológico de Toronto, Bull gerou três filhos. A primeira foi uma fêmea, Shaboola, em 1979. Ela permaneceu no Zoológico de Toronto, mas foi mantida em um recinto separado do pai para evitar cruzamentos. O segundo foi Abeeku, um homem que foi enviado para viver na Alemanha em 1985. O último foi outro macho em 1990, Atu, que foi vendido para um parque de caça em Hemmingford, Quebec.

## Morte
Embora Bull nunca tenha sofrido de nenhuma doença grave ao longo de sua vida, ele desenvolveu artrite grave em 2008. Nesse ponto, ele começou a ter dificuldades para sustentar seu próprio peso enquanto estava de pé. Ele morreu em 2008.

## Museu Real de Ontário
Após a morte de Bull, o Zoológico de Toronto contatou o MRO para perguntar se o museu estaria interessado em receber o rinoceronte como exposição. Nessa época, a Galeria Schad de Biodiversidade precisava de uma peça central intitulada Vida em Crise. Depois que a equipe do museu avaliou as opções de transporte e determinou que era fisicamente possível transportar o rinoceronte para a galeria do segundo andar e obteve uma bolsa do Fundo de Caridade Louise Hawley Stone, eles aceitaram Bull em sua coleção.

### Processo de taxidermia
Uma vez de posse de Bull, o MRO contatou o taxidermista Len Murphy em Baltimore, Maryland, para empalhá-lo. O touro foi então enviado para a instalação em um caminhão plataforma. Sob os cuidados de Murphy, a pele externa de Bull foi removida e remodelada com um molde. Como Murphy tinha ido ao Zoológico de Toronto para estudar Bull durante sua vida, ele foi capaz de recriar as características e rugas exatas do animal.
Todo o processo de taxidermia levou mais de um ano para ser concluído. Isso começava com a remoção do couro, que era então curado com sal e drenado. Depois, era raspado com uma faca de duas mãos, salgado novamente e pendurado para secar. Nesse ponto, a pele pesava 700 libras e foi enviado para mergulhar em um tambor de 50 galões de ácido fórmico antes de ser raspado mais uma vez para atingir uma espessura de apenas 1/16 de polegada. Em seguida, foi colocado em ácido fórmico mais uma vez e depois oleado. O peso final da pele foi de 53 libras.
Várias camadas de materiais artificiais foram então usadas para preencher o couro. Um núcleo de isopor foi construído e revestido com papel machê para aumentar seu tamanho. Argila de modelar foi usada para moldar os músculos de Bull. Seus chifres, que cresceram bastante devido à sua idade, estavam danificados demais para serem usados, então foram construídas recriações em fibra de vidro.

### Mostra
O rinoceronte concluído foi oficialmente revelado no MRO em maio de 2009, em uma gala especial em sua homenagem. Aqui, ele se tornou um dos primeiros objetos icônicos do museu e ainda pode ser encontrado na Galeria Schad de Biodiversidade.
Embora seus ossos tenham sido separados da pele durante o processo de taxidermia, eles também são mantidos sob os cuidados do MRO e agora fazem parte da coleção de esqueletos do museu.